# Маленькая барабанщица (роман)
«Маленькая барабанщица» (англ. The Little Drummer Girl) — роман-бестселлер 1983 года английского писателя Джона Ле Карре. Шпионский роман о борьбе израильских спецслужб с терроризмом в Европе и на Ближнем Востоке в конце двадцатого века, борьбе, в которой цель оправдывает средства, а человеческая жизнь ничего не стоит, если человек не принадлежит к избранным. Входит в американскую версию «100 лучших детективных романов всех времен». Название романа, вероятно, отсылка к известной рождественской песне «Маленький барабанщик» (англ. The Little Drummer Boy).

## Описание сюжета
Всё начинается со взрыва в доме израильского атташе в Бонне. Худенькая симпатичная скандинавка попросила оставить в доме атташе чемодан, якобы с музыкальными пластинками, для своей подруги, работавшей у атташе служанкой. Чемодан оставили, а на следующее утро он взорвался. При взрыве погиб сын атташе — Габриэль.
После этого и ряда других взрывов израильские спецслужбы поставили перед собой задачу: найти и ликвидировать группу палестинских террористов и их главаря Халиля, ответственных за взрывы. Израильтяне разработали сложную многоходовую операцию. Для реализации плана израильский офицер Гади Беккер (Иосиф, Осси) вступает в любовную связь с актрисой Чармиан (Чарли или Чэс) из английского театра, которая вхожа в лондонские леворадикальные круги. Он вербует её и помогает внедриться в среду террористов; те отправляют её в Ливан, в лагерь палестинских боевиков.
Террор — это театр, и порой надо потянуть мир за уши, чтобы он услышал голос справедливости, — считают террористы. Чармиан вживается в среду террористов, а возвратившись в Европу, выполняет свою главную задачу: помогает израильским спецслужбам ликвидировать главаря террористов Халиля и предотвратить новые взрывы.

## Производные работы и проекты
- «Маленькая барабанщица[англ.]» — американский фильм режиссёра Джорджа Роя Хилла, вышедший в 1984 году.
- «Маленькая барабанщица» — британский мини-сериал режиссёра Пака Чхан Ука, вышедший в 2018 году.